# چلچراغ (ترانه)
«چلچراغ» (به انگلیسی: Chandelier) تک‌آهنگی از هنرمند اهل استرالیا سیا فارلر است که در سال ۲۰۱۴ میلادی منتشر شد.
این تک‌آهنگ در چارت‌های فرانسه، در رتبه اول و در چارت‌های والونیا، اسکاتلند، نروژ، دانمارک، فنلاند، استرالیا، سوئیس، نیوزلند، بریتانیا جزو ده ترانه اول قرار گرفت.